# Emma Muscat

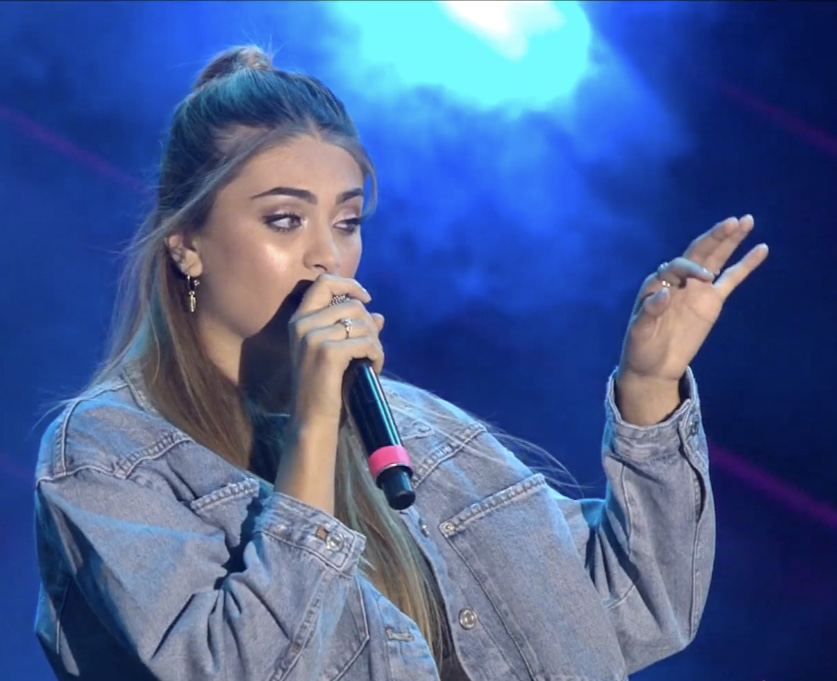
Emma Muscat (2019)

Emma Louise Marie Muscat (* 27. November 1999 in San Ġiljan) ist eine maltesische Popsängerin und Model.

## Karriere
Muscat interessierte sich früh für Musik und lernte Gesang und Klavier. Große Inspirationsquellen für sie waren Alicia Keys und Aretha Franklin. Sie sammelte erste Erfahrungen mit kleineren Auftritten in Malta, England und Italien. 2018 wurde sie durch ihre Teilnahme an der 17. Staffel der italienischen Castingshow Amici di Maria De Filippi bekannt. Im Anschluss an Amici veröffentlichte sie bei Warner die EP Moments, die die Top drei der italienischen Albumcharts erreichte und im Dezember als Weihnachtsalbum neu aufgelegt wurde.
In den folgenden Jahren erschienen mehrere Singles der Sängerin, darunter Duette mit Biondo und Astol. Außerdem war sie auf Liedern von Shade und Junior Cally zu hören. 2022 gewann sie den Malta Eurovision Song Contest und vertrat daher Malta beim Eurovision Song Contest 2022. Ihr Gewinnerlied Out of Sight wurde kurz nach ihrem Sieg gegen den Titel I Am What I Am ausgetauscht. Nach ihrer Teilnahme beim zweiten Halbfinale konnte sie sich jedoch nicht für das Finale qualifizieren.

## Diskografie

### Alben
| Jahr | Titel   | Höchstplatzierung, Gesamtwochen, AuszeichnungChartsChartplatzierungen (Jahr, Titel, Platzierungen, Wochen, Auszeichnungen, Anmerkungen) | Anmerkungen                            |
| Jahr | Titel   | IT | Anmerkungen                            |
| ---- | ------- | --- | -------------------------------------- |
| 2018 | Moments | IT3 (6 Wo.)IT | inkl. Moments Christmas Edition Warner |

EPs
- 2022: I Am Emma

### Singles
| Jahr | Titel Album         | Höchstplatzierung, Gesamtwochen, AuszeichnungChartsChartplatzierungen (Jahr, Titel, Album, Platzierungen, Wochen, Auszeichnungen, Anmerkungen) | Anmerkungen                                     |
| Jahr | Titel Album         | IT | Anmerkungen                                     |
| ---- | ------------------- | --- | ----------------------------------------------- |
| 2018 | Figurati noi Truman | IT41 (2 Wo.)IT | Shade feat. Emma Muscat                         |
| 2019 | Avec moi –          | IT81 (1 Wo.)IT | feat. Biondo                                    |
| 2020 | Sangria –           | IT58 Gold · (6 Wo.)IT | feat. Astol Verkäufe: + 35.000                  |
| 2021 | Meglio di sera –    | IT55 Gold · (11 Wo.)IT | feat. Astol & Álvaro de Luna Verkäufe: + 35.000 |

Weitere Singles
- 2016: Alone
- 2017: Without You
- 2018: I Need Somebody
- 2019: Vicolo cieco
- 2021: Più di te
- 2022: Out of Sight
- 2022: I Am What I Am
- 2022: La stessa lingua (feat. Blas Cantó)
- 2023: M.I.A (mit Benny Benassi)

## Belege
1. ↑  Emma Muscat: Peso, Altezza, Età, Data-Luogo di Nascita, Figli. 6. März 2021, abgerufen am 23. Februar 2022 (italienisch).
2. ↑  Justas Buivydas: Rumours are true: Emma Muscat will sing "I Am What I Am" for Malta. In: ESCXTRA.com. 14. März 2022, abgerufen am 20. März 2022 (englisch).
3. ↑  Alben von Emma Muscat. In: Italiancharts.com. Hung Medien, abgerufen am 4. Dezember 2021 (englisch).
4. ↑  Archivio classifiche Top Singoli. FIMI, abgerufen am 4. Dezember 2021 (italienisch).
5. 1 2  Certificazioni. FIMI, abgerufen am 4. Dezember 2021 (italienisch).

| Personendaten    | Personendaten             |
| ---------------- | ------------------------- |
| NAME             | Muscat, Emma              |
| ALTERNATIVNAMEN  | Muscat, Emma Louise Marie |
| KURZBESCHREIBUNG | maltesische Popsängerin   |
| GEBURTSDATUM     | 27. November 1999         |
| GEBURTSORT       | San Ġiljan                |